# 浅野グレース恵
浅野 恵（あさの めぐみ、1969年9月27日 - ）は、日本のプロレスのレフェリー。

## 経歴
1999年5月12日、吉本女子プロレスJd'宮城大会でレフェリーデビュー。その後、フリーとなり、女子団体ではNEO女子プロレス、男子団体ではDDTプロレスリングなどのインディー団体で活動。
2004年10月1日、自主興行を開催。世界のプロレス名物カードが再現された。
2009年9月27日、DDT後楽園ホール大会をもってレフェリーを引退。惜別のテンカウントゴングならぬスリーカウントを自らの手で叩いた。
2010年12月31日、NEO女子プロレスの解散試合にあたり、1試合限りのレフェリー復帰をする。
2016年11月15日、で行われた歌舞伎町プロレス新宿FACE大会「MIKAMIデビュー20周年記念スペシャルマッチ」で特別レフェリーを務めた。

## タイトル歴
- アイアンマンヘビーメタル級王座